# Pultenaea daltonii
Pultenaea daltonii är en ärtväxtart som beskrevs av Herbert Bennett Williamson. Pultenaea daltonii ingår i släktet Pultenaea och familjen ärtväxter. Inga underarter finns listade i Catalogue of Life.